# Longe-côte
Ne doit pas être confondu avec Randonnée aquatique.
 (octobre 2022).
Si vous disposez d'ouvrages ou d'articles de référence ou si vous connaissez des sites web de qualité traitant du thème abordé ici, merci de compléter l'article en donnant les références utiles à sa vérifiabilité et en les liant à la section « Notes et références ».
Le longe-côte ou marche en mer appelé improprement randonnée aquatique est un sport pratiqué à l'origine dans le nord de la France (Dunkerque, Bray-Dunes), sur des plages de sable, consistant à marcher avec de l'eau jusqu'au diaphragme en s'aidant éventuellement d'une pagaie pour avancer.

## Historique
Cette discipline a été mise au point en 2005 par Thomas Wallyn, entraineur d'un club d'aviron de Dunkerque. Il concevait cette activité comme complément d’entraînement pour les rameurs.
Après deux ans de pratique isolée, la discipline a été diffusée sur la région de Dunkerque par l'association Opale Longe Côte qui a accueilli des longeurs lors des journées nautiques en mai 2007 et a permis l'adhésion en septembre 2007. Il s'agissait de permettre l'accès à cette discipline au plus grand nombre (avec par exemple, un prêt temporaire de matériel et des cotisations modiques). 
En avril 2009, le premier sentier de randonnée pédestre aquatique a été officiellement inauguré par Bernard Weisbecker, maire de la ville de Leffrinckoucke, « Le sentier bleu de la Licorne ». Un sentier bleu est un sentier marin qui se pratique en longe-côte avec ou sans pagaie.
Depuis 2010[réf. souhaitée] le concept s'est diffusé et des clubs de longe-côte se sont créés en région PACA (Var, Alpes-Maritimes), en Normandie (Calvados, Manche) et en Bretagne (Ille-et-Vilaine) jusqu'à couvrir l'ensemble des littoraux de France métropolitaine avec des implantations à l'étranger.
Le longe-côte définit le principe d'une nouvelle forme de randonnée, la randonnée pédestre aquatique (on évolue debout dans l'eau, immersion minimale jusqu'à la taille.) L'association « les Sentiers Bleus » dont l'objet est la promotion et le développement du longe-côte est créée en juin 2009. Elle a depuis accompagné la création des structures[source insuffisante], formé les encadrants, défini un code des courses et rédigé la fiche de caractérisation de la discipline avec la Fédération française de randonnée pédestre auprès du Ministère de la Jeunesse et des Sports[réf. souhaitée].

## Description
Le principe du « longe-côte » consiste à marcher en mer une fois l'eau à la taille. Le longeur (pratiquant du longe-côte) peut utiliser ou non une pagaie, facilitant ainsi l’enchaînement du mouvement de jambes en complète immersion[réf. souhaitée]. Quand elle est utilisée, la pagaie sert à la fois d'élément moteur et d'appui.
Par temps calme, la discipline peut se pratiquer comme un loisir, soit de manière sportive en augmentant la fréquence d’enchaînement de la progression[réf. nécessaire]. Par mer agitée, le mouvement s'accompagne de périodes de franchissement de vagues.

## Le mouvement de base
Le mouvement s'effectue le corps immergé jusqu'au diaphragme ; il consiste en l'exécution simultanée d'un mouvement de jambe et d'un mouvement de bras. Avoir le dos immergé permet de ne pas forcer sur le bas de la colonne vertébrale.

### Le mouvement des jambes
Le mouvement des jambes est constitué d'une succession de grands pas occasionnés par un déséquilibre avant.

### Le mouvement de la pagaie
Le mouvement commence par un positionnement de la pagaie parallèlement au sens de déplacement, la pagaie bien en hauteur.
La prise d'eau se fait donc à l'avant du corps lors du déséquilibre avant à côté du genou de la jambe avant. Seule la pale de la pagaie est plongée dans l'eau. Celle-ci est ramenée le long du corps par une conjonction d'un mouvement de poussée de la main du côté de la jambe en avant et de traction de l'autre. La pale est sortie de l'eau avant le plan du corps. Il suffit alors de lever la pagaie en effectuant une rotation du poignet pour enchainer le mouvement de l'autre côté.

### Enchaînement des mouvements
Selon la marée et le sens du courant, le mouvement pourra s'effectuer de manière symétrique (type mouvement kayak) ou asymétrique (type mouvement canoë).
Le mouvement symétrique s'effectuera de manière générale pendant la phase d'étal (ou à marée montante par fort vent de terre). Un coup de pagaie à gauche, un coup de pagaie à droite. Le mouvement asymétrique s'effectuera courant dans le dos.
La technique dite « du double appui » est globalement la plus efficace, car elle permet de prendre davantage de vitesse en favorisant, par le déséquilibre, la coordination indispensable à la bonne réalisation de geste. Deux coups de pagaies à droite pour un seul à gauche. Le deuxième à droite s'effectuera un peu plus à gauche du genou gauche par rapport au premier. Concrètement, l'immersion de la pagaie (premier coup) se fait pratiquement en avant du genou gauche, tandis que l'immersion de la pagaie (deuxième coup) se fait un peu plus à gauche du genou gauche. Un léger déséquilibre s'opère alors, rendant l'enchainement du mouvement de bras plus rapide et surtout plus efficace.

## L'équipement
Outre la pagaie, l'équipement est celui de toute personne évoluant en milieu marin :
- Il existe maintenant des combinaisons spécifiquement prévues pour le longe côte. Telles que les combinaisons de longe côte double-zip (Zip sur le torse et zip dans le dos) qui facilitent l'enfilage et des combinaisons très souples facilitant la marche aquatique.
- une combinaison de type plongée ou planche à voile peut convenir.
- Vous pouvez aussi utiliser des sous-vêtements en néoprène de type lycra néoprène ou lycra polaire pour augmenter la résistance au froid de votre combinaison néoprène.
- des chaussons de type voile ou plongée

Ces équipements doivent être adaptés à la température de l'eau. Ainsi pour chaque température d'eau, il existe des épaisseurs de combinaisons différentes. Les combinaisons en 5mm sont prévues pour des eaux très froides (entre 7°c et 12°c), les combinaisons en 4mm d'épaisseurs sont prévues pour des eaux froides à tempérées (12°c à 17°c) et les combinaisons en 3mm et 2mm d'épaisseurs sont prévues pour des eaux tempérées à chaudes (au delà de 17°c).